# Carbohidrasa
La carbohidrasa és un enzim que catalitza la degradació dels carbohidrats en sucres simples.
La carbohidrasa actua sobre els carbohidrats els quals estan composts dels elements carboni, hidrogen i oxigen. Després de reaccionar aquests elements es disposen en anells, on d'1 anell és un monosacàrid, de 2 anells són disacàrids, molts anells són polisacàrids. (Com més anells menys reactiu és el compost).
Carbohidrases
Carbohidrats + aigua (amb enzim carbohidrasa) --> sucres simples (com la glucosa)

## Exemple
La maltasa redueix la maltosa a glucosa:
C₁₂H22O11 + H₂O --> 2C₆H₁₂O₆
Maltosa + aigua --> α-Glucosa